# Stan Albeck
Stan Albeck (Chenoa, Illinois, 17 de mayo de 1931-25 de marzo de 2021) fue un entrenador de baloncesto estadounidense.

## Carrera deportiva
Dirigió a equipos de la ABA y NBA, incluido Denver Rockets, San Diego Conquistadors, Cleveland Cavaliers, San Antonio Spurs, New Jersey Nets y Chicago Bulls. También entrenó a la Universidad de Northern Michigan.
En 2001 sirvió como asistente del entrenador de Toronto Raptors, cuando sufrió un accidente cerebrovascular, dejándole parcialmente paralítico.